# Loxosceles lutea
Loxosceles lutea är en spindelart som beskrevs av Eugen von Keyserling 1877. Loxosceles lutea ingår i släktet Loxosceles och familjen Sicariidae. Inga underarter finns listade i Catalogue of Life.